# IC 2097
IC 2097 је галаксија у сазвјежђу Еридан која се налази на листи објеката дубоког неба у Индекс каталогу.
Деклинација објекта је - 5° 4' 51" а ректасцензија 4h 50m 23,8s. Привидна величина (магнитуда) објекта IC 2097 износи 15,2 а фотографска магнитуда 15,8.